# Johannes Weiß
Johannes Weiß (1863-1914) fue un teólogo protestante alemán, perteneciente al periodo llamado de la Antigua búsqueda del Jesús histórico (Old Quest).
A Johannes Weiß se debe la denominación de Fuente Q (1890) que se hace de los textos coincidentes entre los evangelios sinópticos, y que se consideran una tradición oral o escrita que sirvió para la redacción de los tres sinópticos, y posiblemente de algunos apócrifos. La letra Q corresponde a la abreviatura de “fuente” en alemán (Quelle). Esta teoría originada en 1838 por Christian Gottlob Wilke y Christian Hermann Weisse está ampliamente aceptada hoy en día.
En su obra Die Predigt Jesu vom Reiche Gottes (La predicación de Jesús sobre el reino de Dios) de 1892 señalaba que el tema central de Jesús de Nazaret era la llegada inminente del Reino de Dios, lo que implicaría el fin del dominio imperial de Roma sobre el pueblo de Israel. Esta postura ha sido posteriormente refrendada por estudiosos como Albert Schweitzer o Bart Ehrman, entre muchos otros.
En 1913 publicó Das Problem der Entstehung des Christentums. Insiste en que hay que entroncar el cristianismo en sus fuentes judías, y diferenciar este enraizamiento principal con respecto a las influencias que pudiera tener desde las religiones mistéricas, a diferencia de la tendencia a interpretar el cristianismo como una religión surgida principalmente de los cultos mistéricos, como se venía planteando en la Escuela de la historia de las religiones.